# Masatopes androyanus
Masatopes androyanus là một loài bọ cánh cứng trong họ Cerambycidae.